# Жінетт Бюкай
Жінетт Бюкай (фр. Ginette Bucaille; нар. 25 січня 1926) — колишня французька тенісистка.
Найвищу одиночну позицію світового рейтингу — 10 місце досягла 1954 року.
Найвищим досягненням на турнірах Великого шолома був фінал в одиночному розряді.

## Фінали турнірів Великого шолома

### Одиночний розряд (1 поразка)
| Результат | Рік  | Турнір                               | Покриття | Суперниця      | Рахунок  |
| --------- | ---- | ------------------------------------ | -------- | -------------- | -------- |
| Поразка   | 1954 | Відкритий чемпіонат Франції з тенісу | Ґрунт    | Морін Конноллі | 4–6, 1–6 |